# Tour della nazionale maschile di rugby a 15 dell'Italia 1974
Nel marzo 1974 la nazionale italiana di rugby intraprese un tour con destinazione l'Inghilterra.
La breve tournée fu la quarta trasferta d'oltremanica dopo quelle ufficiose del 1956, 1958 e 1970.
Gli Azzurri, allenati dal commissario tecnico Gianni Villa e capitanati da Marco Bollesan, si recarono in Inghilterra sul finire della seconda settimana del mese di marzo.
Furono programmate tre partite contro tre contee tradizionali dell'Inghilterra con il riconoscimento del cap internazionale da parte della Federazione Italiana Rugby, ossia la presenza ufficiale in un incontro in rappresentanza della propria nazionale. Nonostante ciò, a causa delle numerose e continue rinunce da parte di diversi atleti azzurri, l'allenatore Villa disputò il tour con un gruppo di appena 20 giocatori.
I tre test match vennero disputati nell'arco di sei giorni contro le selezioni delle contee di: Middlesex, Sussex e Oxfordshire, rispettivamente il 15, il 17 ed il 20 marzo. La selezione azzurra concluse la trasferta con tre sconfitte su tre incontri disputati, relativamente terminati 12-28, 7-16 e 6-30.

## Risultati
| Arbitro: | Fenn |

|                                                |      |               |
| Thornburn 43’ Howard 53’ Croydon 77’ Lewis 80’ | mt   | 49’ Marchetto |
| Young 43’, 77’ Croydon 80’                     | tr   | 49’ Lazzarini |
| Young 5’, 28’                                  | c.p. | 3’, 13’ Lari  |

| Arbitro: | Williams |

|                                   |      |               |
| McGrath 11’ D. Scott 47’ Pope 60’ | mt   | 75’ Scalzotto |
| York 11’, 47’                     | tr   |               |
|                                   | c.p. | 45’ Lazzarini |

| Arbitro: | Browning |

|                                        |      |                        |
| Ray 55’ Reynolds 74’, 78’ Tapper 80+3’ | mt   |                        |
| Groom 55’, 74’, 78’, 80+3’             | tr   |                        |
| Groom 22’, 66’                         | c.p. | 24’ Lari 43’ Lazzarini |